# روشان بوظو
روشان بوظو إعلامية وصحفية سورية - كردية تقدم برنامج «الحكي سوري» في قناة الحرة.

## مسيرتها الإعلامية
ولدت روشان في مدينة دمشق وهي الأخت الصغرى للإعلامية هيفي بوظو درست الصحافة والإعلام في جامعة دمشق، ثم نالت شهادة بكالوريوس في العلاقات الدولية والعلوم السياسية من جامعة أطلانتك في فرجينيا في العاصمة واشنطن.
أما أول ظهور تلفزيوني لها كان على قناة أورينت مع بداية انطلاقتها في دمشق، حيث قدّمت برنامجاً اجتماعياً يناقش قضايا الشباب اسمه «ع هوانا» عام 2009م، ثم قدمت برنامجاً آخراً على قناة مسايا، وبعدها برنامجاً صباحياً على قناة أورينت أيضاً.
برزت بعد ذلك كناشطة وإعلامية سورية تدافع عن المعارضة السورية وتبرز معاناة السوريين إلى أن انتقلت إلى العاصمة الأميركية واشنطن، حيث عملت صحفية ومديرة مكتبة جيرون لحوالي سنة ونصف السنة، قبل أن تنضم إلى قناة الحرة عام 2018 لتقديم برنامج «الحكي سوري»، وهو مساحة أسبوعية للنقاش الموضوعي حول كل التطورات العسكرية والسياسية والاقتصادية في سوريا بأبعادها الداخلية والإقليمية والدولية.